# Albrecht von Goldacker
Albrecht Christian von Goldacker, auch Albrecht Goldacker (* 10. März 1669; † 14. Oktober 1743 in Weberstedt), war ein fürstlich-sachsen-gothaischer Generalmajor und Kriegsrat.

## Leben

### Herkunft
Albrecht war Angehöriger des thüringischen Adelsgeschlechts von Goldacker, die bis in das 18. Jahrhundert bewusst auf das Adelspronomen von verzichtete. Seine Eltern waren Eitel Burkhard von Goldacker auf Eberstädt und dessen Ehefrau Sophia Beate von Hausen. Sein Bruder Julius Augustus (1673–1740) war  kurfürstlich-sächsischer Generalmajor.

### Laufbahn
Goldacker trat in den Dienst der ernestinischen Wettiner und stieg bis zum Generalmajor und Kriegsrat auf. Gleichzeitig hatte er einen Sitz im Geheimen Rat und Kabinett in Gotha.
Er war Mitbesitzer der Lehngüter in Weberstedt und Allerstedt sowie Mitbelehnter am Rittergut Ufhoven bei Langensalza. Nachdem der letzte Besitzer des Gutes in Ufhoven, Oberst Burckhard Dietrich Goldacker, ohne Lehnserben am 4. November 1735 verstorben war, erhob Albrecht Goldacker Ansprüche auf dieses Gut, die sein Dienstherr, der Herzog Friedrich von Sachsen-Gotha durch ein persönliches Schreiben an den König von Polen und Kurfürsten von Sachsen Friedrich August II. unterstützte. Gleichzeitig anspruchsberechtigt war auch der Generalmajor Julius Augustus von Goldacker.
Albrecht von Goldacker war als schriftsässiger Rittergutsbesitzer von Weberstedt von 1716 bis 1737 Mitglied des sächsischen Landtages: 1716 und 1718 als Vertreter der Allgemeinen Ritterschaft; 1722, 1725, 1828 und 1731 als Vertreter im Weiteren Ausschuss und 1737 als Vertreter im Engeren Ausschuss.
1742, ein Jahr vor seinem Tod, kam es zu gerichtlichen Auseinandersetzungen mit Karl August von Hayk in puncto ausgeklagter Erbstücke zu Ufhoven.

### Familie
Goldacker heiratete Juliane Magarethe von Treskow aus dem Haus Lobeda. Das Paar hatte mehrere Kinder:
- Anna Sophia (* 7. Mai 1703), Stiftsfräulein in Lete
- Maria Henriette (* 4. Juli 1704) ⚭ 1739 Johann Wilhelm von Pflugk, Gothaischer Staatsminister
- Magdalena Augusta (* 1716; † 15. August 1732) ⚭ 1726 Friedrich Siegmund von Stubenvoll (* 17. Februar 1704)[5]
- Johann Adam Wilhelm  († 19. Dezember 1770) Gothaischer Leutenant
- Dorothea Margaretha (1714–1741)
- Friedrich August (* 24. Oktober 1705; † 10. August 1751)

### Wappen
Albrecht von Goldacker führte ein geteiltes Wappen. Oben in Gold ein aus der Teilung wachsender schwarzer steigender Bock mit goldenen Hörnern, unten von Silber und Rot gespalten. Auf dem Helm ein wachsender Mann mit goldenem Umhang, weißem Bart und silbern gestulpter roter Tatarenmütze. Die Decken sind rechts Schwarz-Gold und links Rot-Gold.